# 히오스신
히오스신(Hyoscine), 스코폴라민(scopolamine)은 멀미와 구토 치료에 사용되는 약물이다. 수술 전에 침을 줄이기 위해 사용되기도 한다. 주사할 경우 약 20분 뒤에 효력이 시작되어 최대 8시간까지 지속된다. 구강이나 스킨 패치로 사용할 수도 있다.
히오스신은 1881년 즈음에 처음 문서화되어 1947년에 의학적인 이용이 시작되었다. 의료제도에 필수적인, 가장 효과적이고 안전한 약물이 나열된 WHO 필수 약물 목록에 등재되어 있다. 히오스신은 가지과 식물에서 추출하여 만든다.